# Hagenhofen
Hagenhofen ist ein Gemeindeteil des Marktes Markt Erlbach im Landkreis Neustadt an der Aisch-Bad Windsheim (Mittelfranken, Bayern). Hagenhofen liegt in der Gemarkung Altselingsbach.

## Geografie
Durch das Dorf fließt der Pilsenbach, ein linker Zufluss des Selingsbachs, der wiederum ein linker Zufluss der Zenn ist. Im Südwesten grenzt das Waldgebiet Brand an, 0,75 km westlich liegt das Waldgebiet Breitenlohe, 1 km nordwestlich liegen die Waldgebiete Hart und Vogelsang. Gemeindeverbindungsstraßen führen nach Altselingsbach (1,7 km südlich), nach Markt Erlbach zur Staatsstraße 2255 (1,6 km östlich) und zur Staatsstraße 2252 bei Linden (2,3 km nordwestlich).

## Geschichte
Der Ort wurde 1255 als „Hagenhouen“ erstmals urkundlich erwähnt, in der Albert von Hohenlohe dem Kloster Heilsbronn durch Überlassung von Gefällen u. a. in Hagenhofen Schadenersatz leisten wollte. In der Folgezeit kamen noch zwei Anwesen an das Kloster.
Gegen Ende des 18. Jahrhunderts gab es in Hagenhofen 14 Anwesen. Das Hochgericht und die Dorf- und Gemeindeherrschaft übte das brandenburg-bayreuthische Stadtvogteiamt Markt Erlbach aus. Grundherren waren das Stadtvogteiamt Markt Erlbach (2 Höfe, 2 Halbhöfe, 4 Gütlein, 1 Mühle), das Kastenamt Neuhof (1 Hof, 2 Güter, 1 Gut) und das Kastenamt Ipsheim (1 Hof).
Von 1797 bis 1810 unterstand der Ort dem Justizamt Markt Erlbach und Kammeramt Neuhof. Im Rahmen des Gemeindeedikts wurde Hagenhofen dem 1811 gebildeten Steuerdistrikt Linden und der 1813 gegründeten Ruralgemeinde Altselingsbach zugeordnet. Am 1. Januar 1970 wurde Hagenhofen nach Markt Erlbach eingemeindet.

### Baudenkmäler
- Haus Nr. 3: eingeschossiges Wohnstallhaus, Fachwerk mit K-Streben; im Wohnteil das untere der drei Dachgeschosse nachträglich ausgebaut; der nordöstliche Eckständer bezeichnet „A. R. H./1740“[10]
- Haus Nr. 7: zweigeschossiges Walmdachhaus vom Ende des 18. Jahrhunderts, konstruktives Fachwerk, rückwärts massiv, sechs zu drei Fenster, breite Haustür mit Oberlichte, profiliertes Holztraufgesims[10]
- Haus Nr. 25: Fachwerkwohnstallhaus[11]

### Einwohnerentwicklung
| Jahr      | 001818 | 001840 | 001861 | 001871 | 001885 | 001900 | 001925 | 001950 | 001961 | 001970 | 001987 | 002017 | 002023 |
| Einwohner | 87     | 86     | 101 *  | 97     | 94     | 97     | 82     | 94     | 71     | 95     | 150    | †157   | †168   |
| Häuser    | 14     | 14     |        |        | 13     | 17     | 15     | 15     | 16     |        | 47     |        |        |
| Quelle    | [ 13 ] | [ 14 ] | [ 15 ] | [ 16 ] | [ 17 ] | [ 18 ] | [ 19 ] | [ 20 ] | [ 21 ] | [ 22 ] | [ 23 ] |        | [ 1 ]  |

## Religion
Der Ort ist seit der Reformation evangelisch-lutherisch geprägt und bis heute nach St. Kilian (Markt Erlbach) gepfarrt. Die Katholiken gehören zur Kirchengemeinde Maria Namen (Markt Erlbach), die ursprünglich eine Filiale von St. Michael (Wilhermsdorf) war und seit 2019 eine Filiale von St. Johannis Enthauptung (Neustadt an der Aisch) ist.